# 阿拉巴特沙嘴

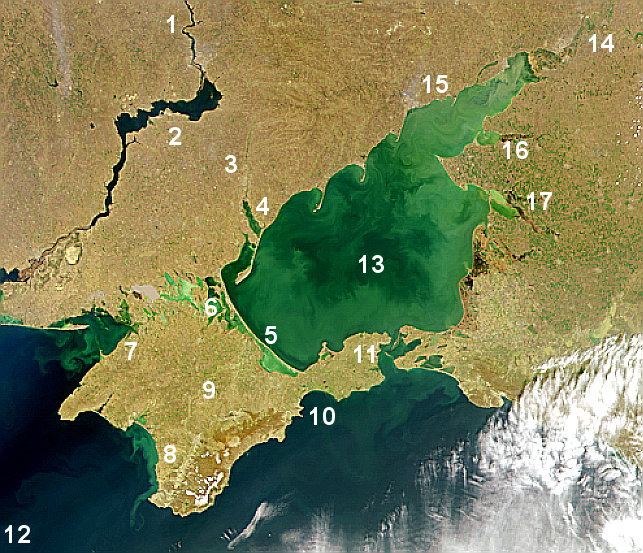
No5 為阿拉巴特岬

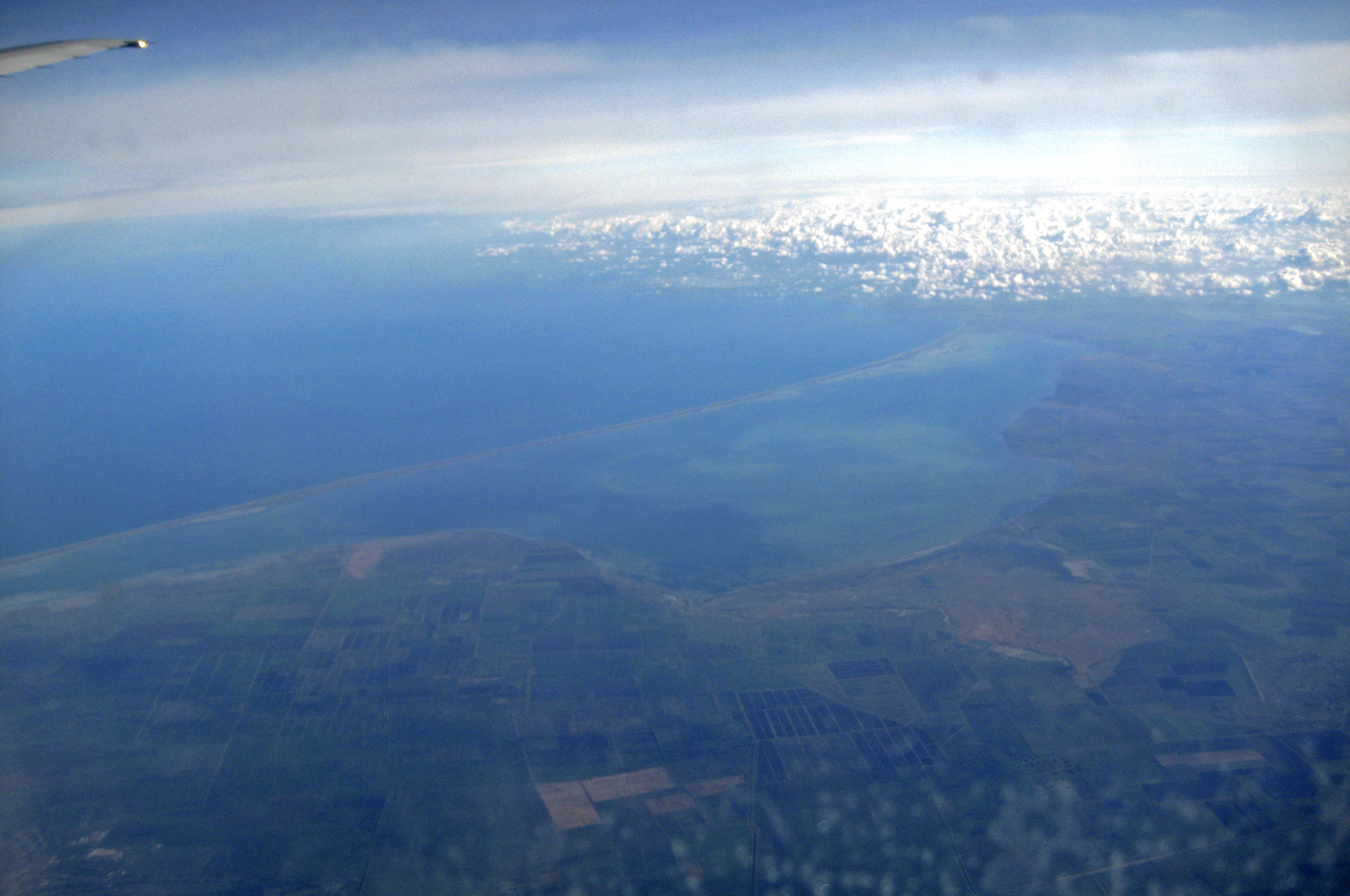

阿拉巴特岬（羅馬化：Arabatska Strilka，羅馬化：Arabatskaya Strelka）是亚速海中一块狭长的沙洲，它把锡瓦什湖同东面的亚速海分开。位于亚速海西北岸的港口城市海尼切斯克南部有两条水道连接沙洲两边的锡瓦什湖和亚速海，阿拉巴特岬从这里开始向东南方伸展，一直到克里米亚半岛东北岸。阿拉巴特岬长110千米，宽度大都在270米到2千米之间，另有一些位置有沙嘴伸出，宽度可达8千米，人口3,664人（2001年）。

## 图集

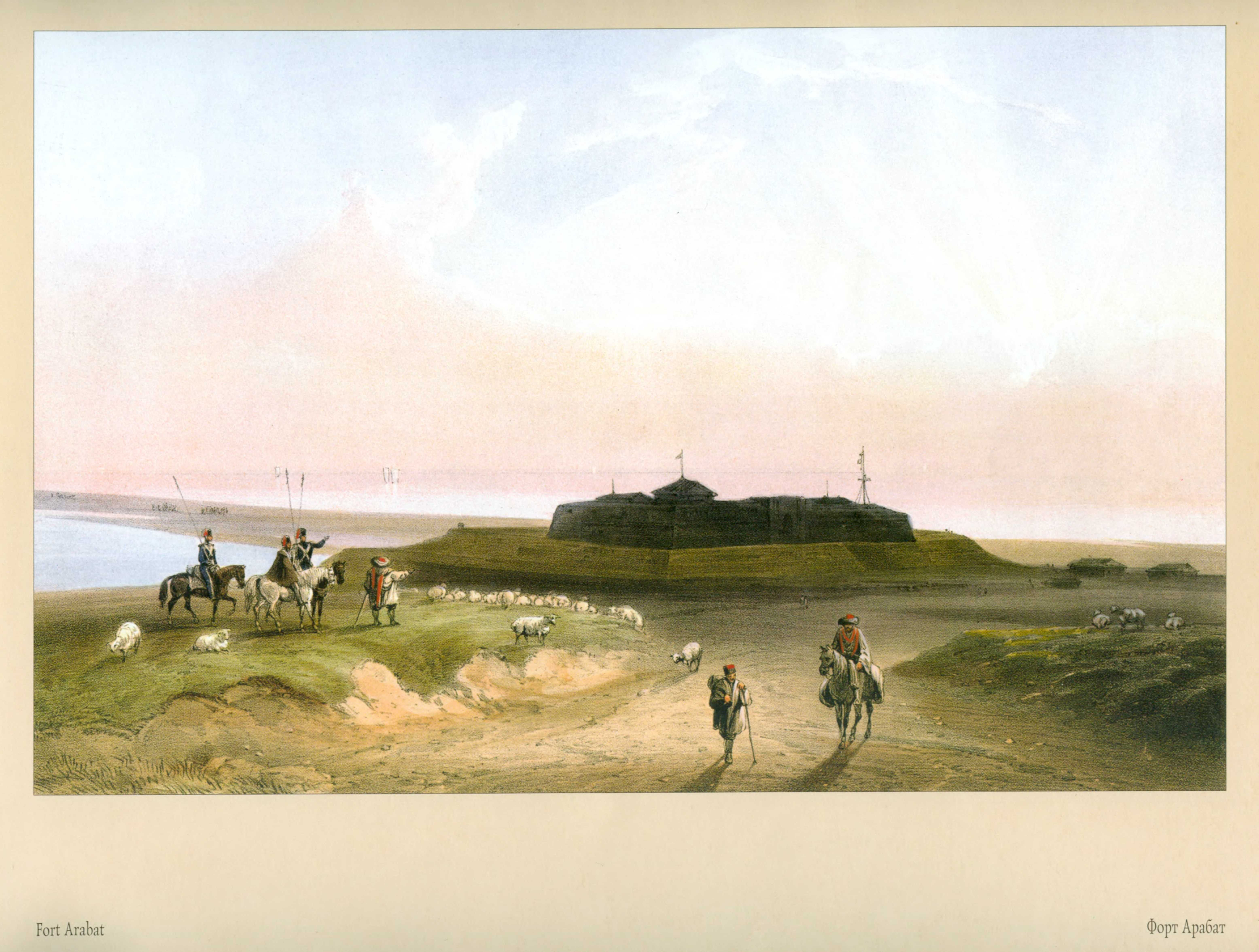
卡洛·博索利（英语：Carlo_Bossoli）1856年所绘的阿拉巴特要塞（英语：Arabat Fortress）
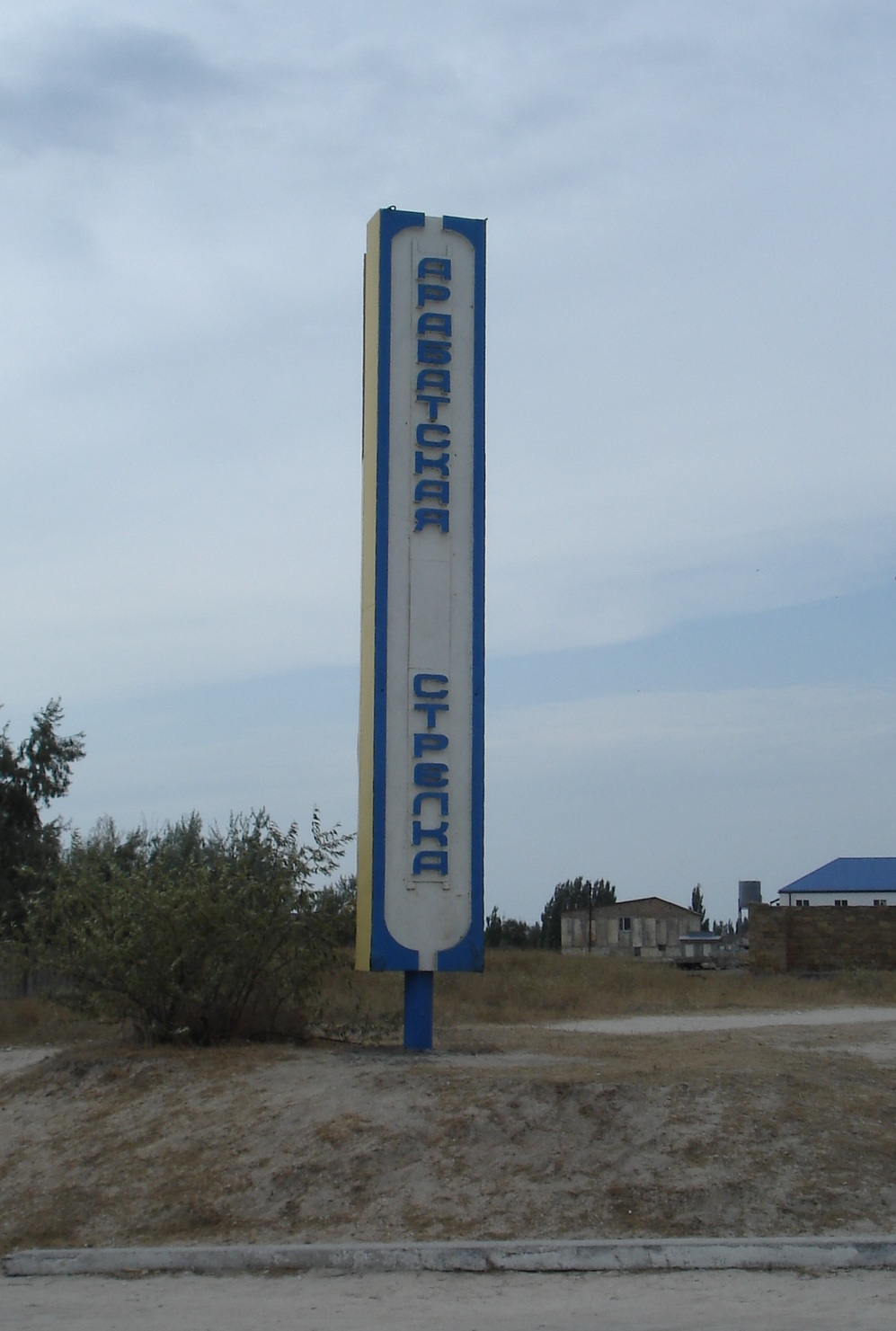
当地酒店的立式招牌
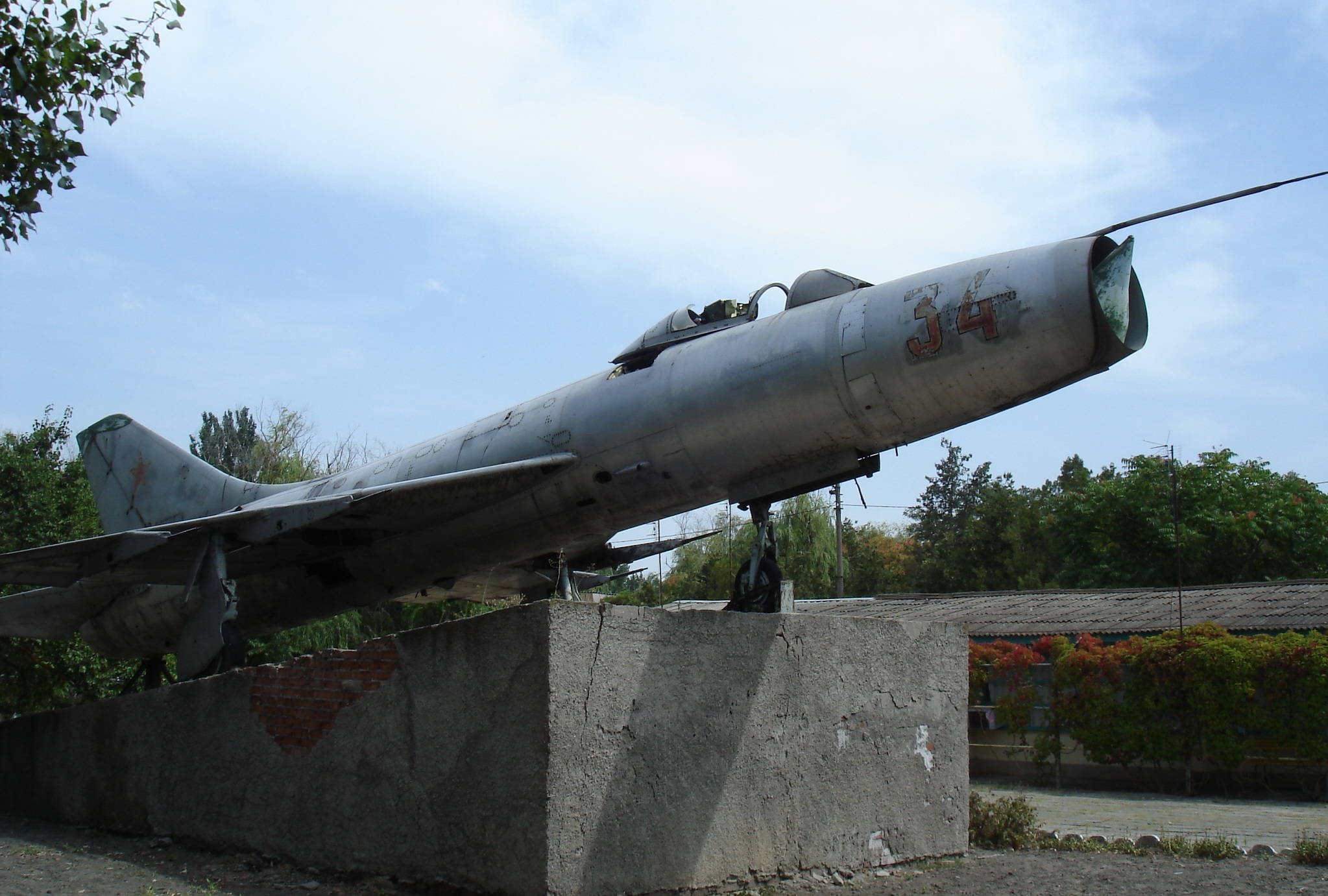
苏-9拦截机遗迹
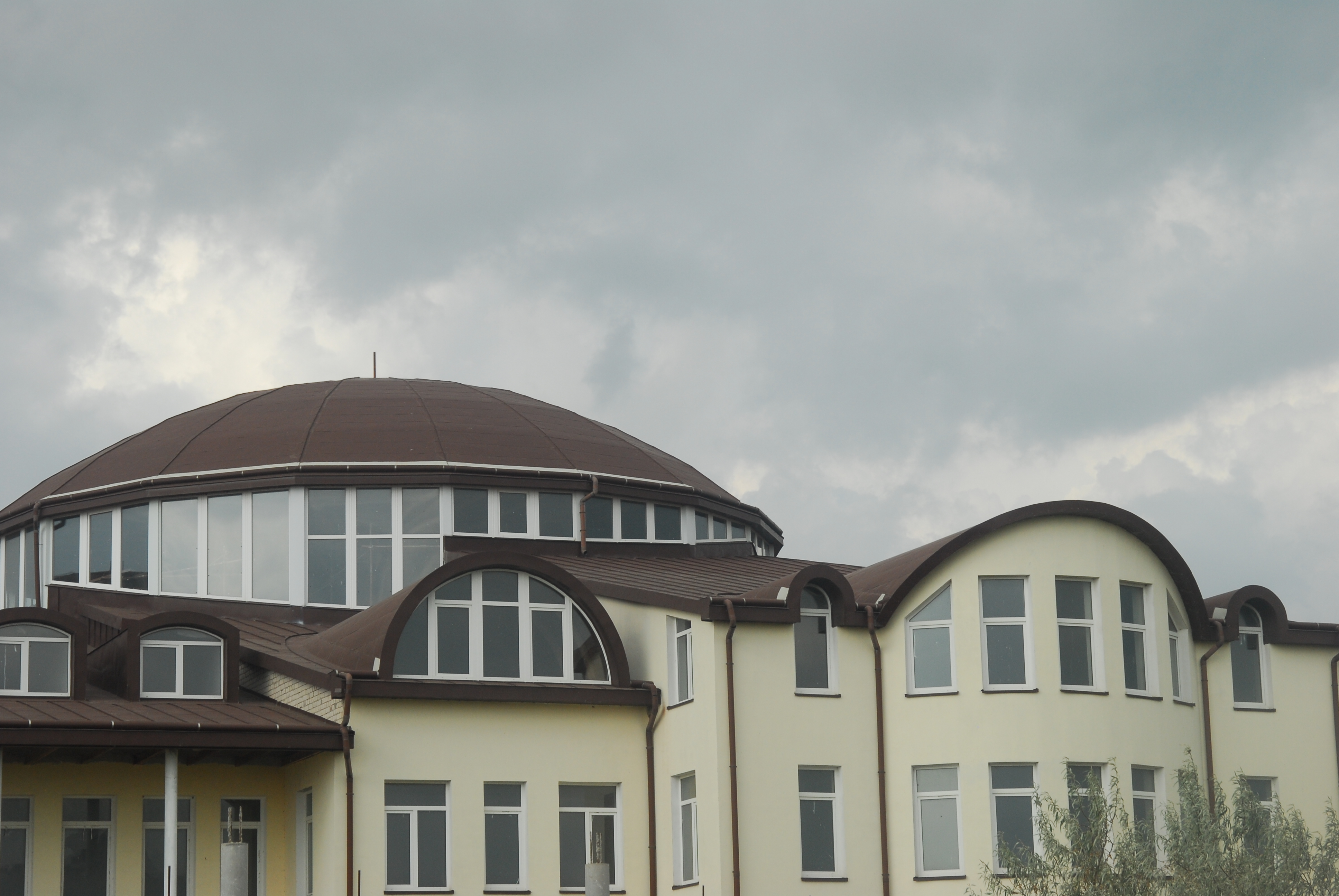
当地建筑
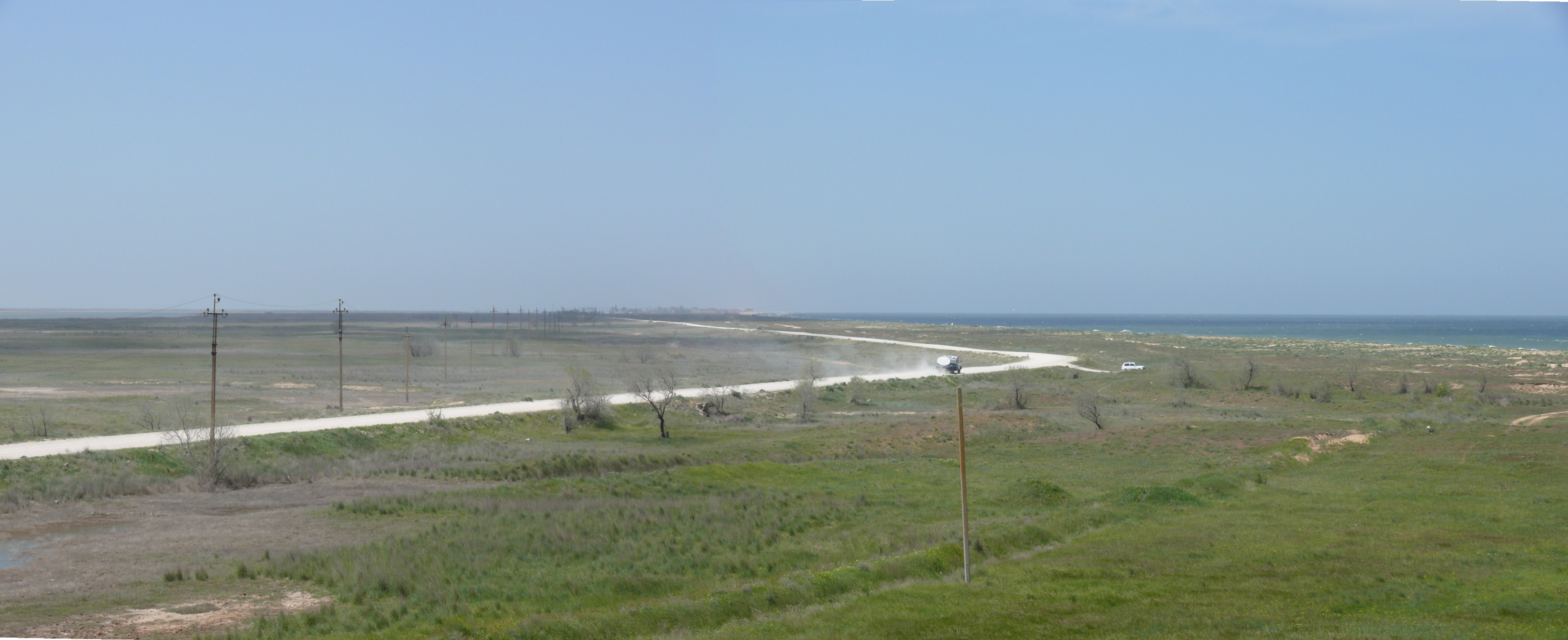
阿拉巴特要塞（英语：Arabat Fortress）附近的道路
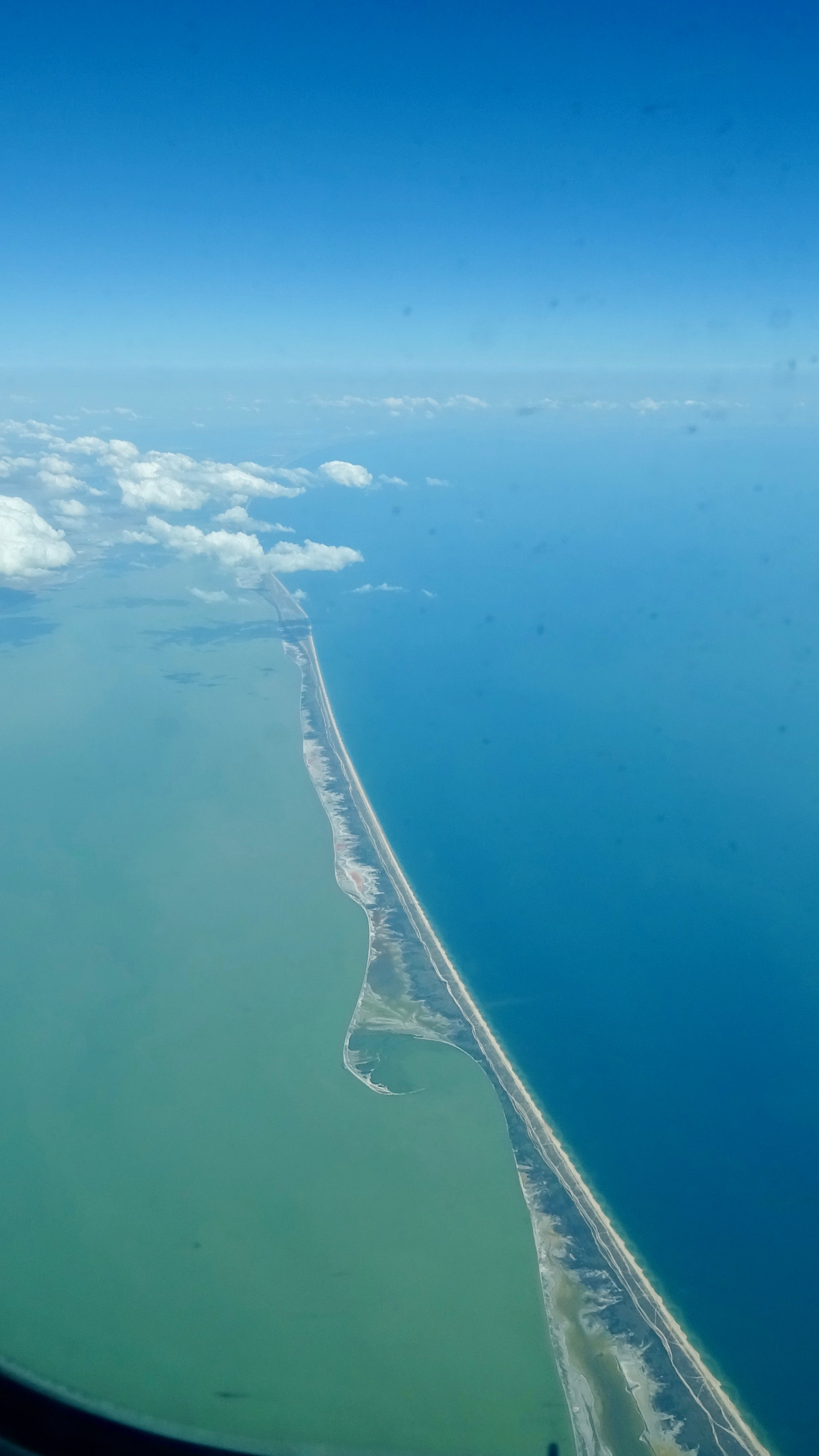
左为锡瓦什湖，右为亚速海
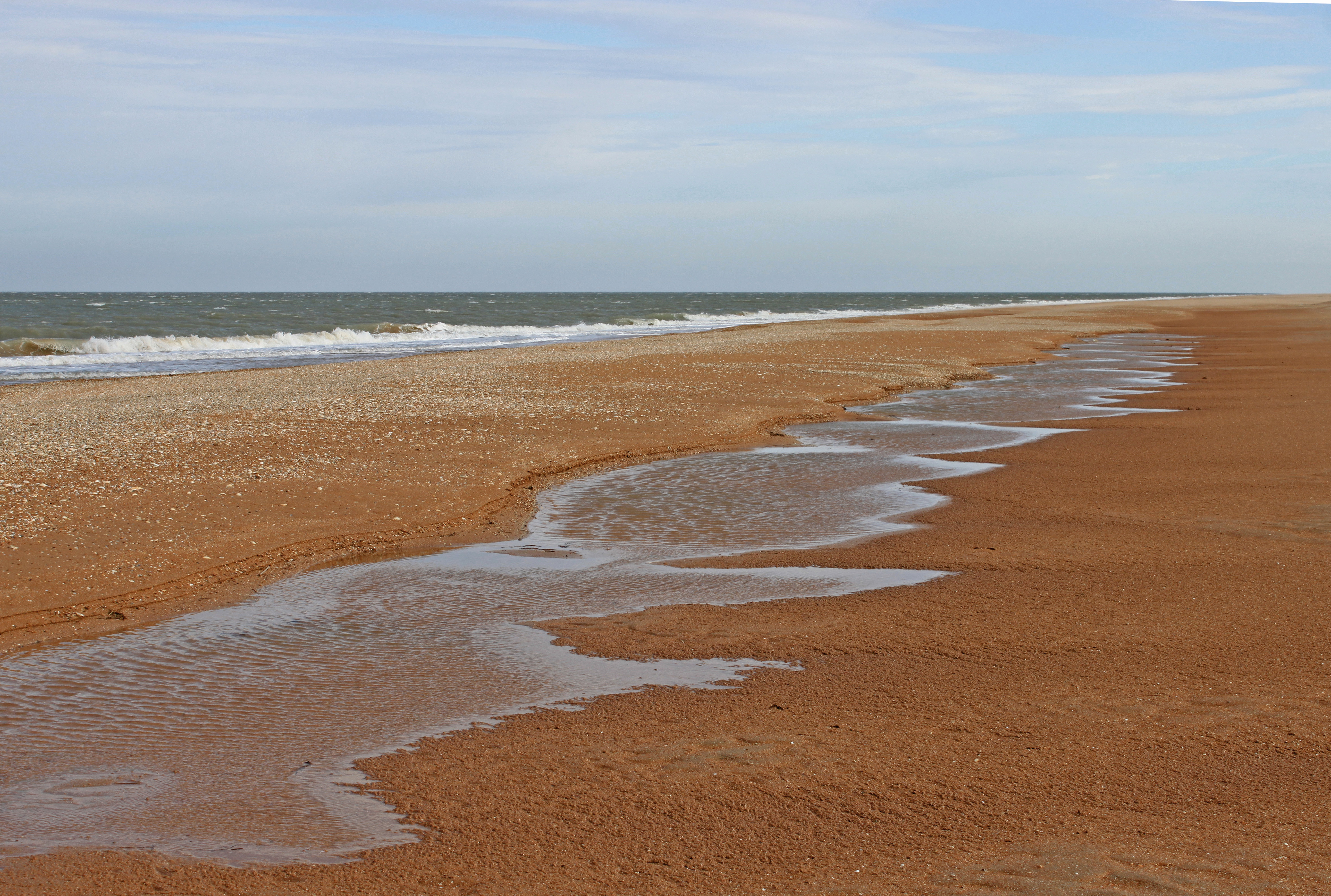
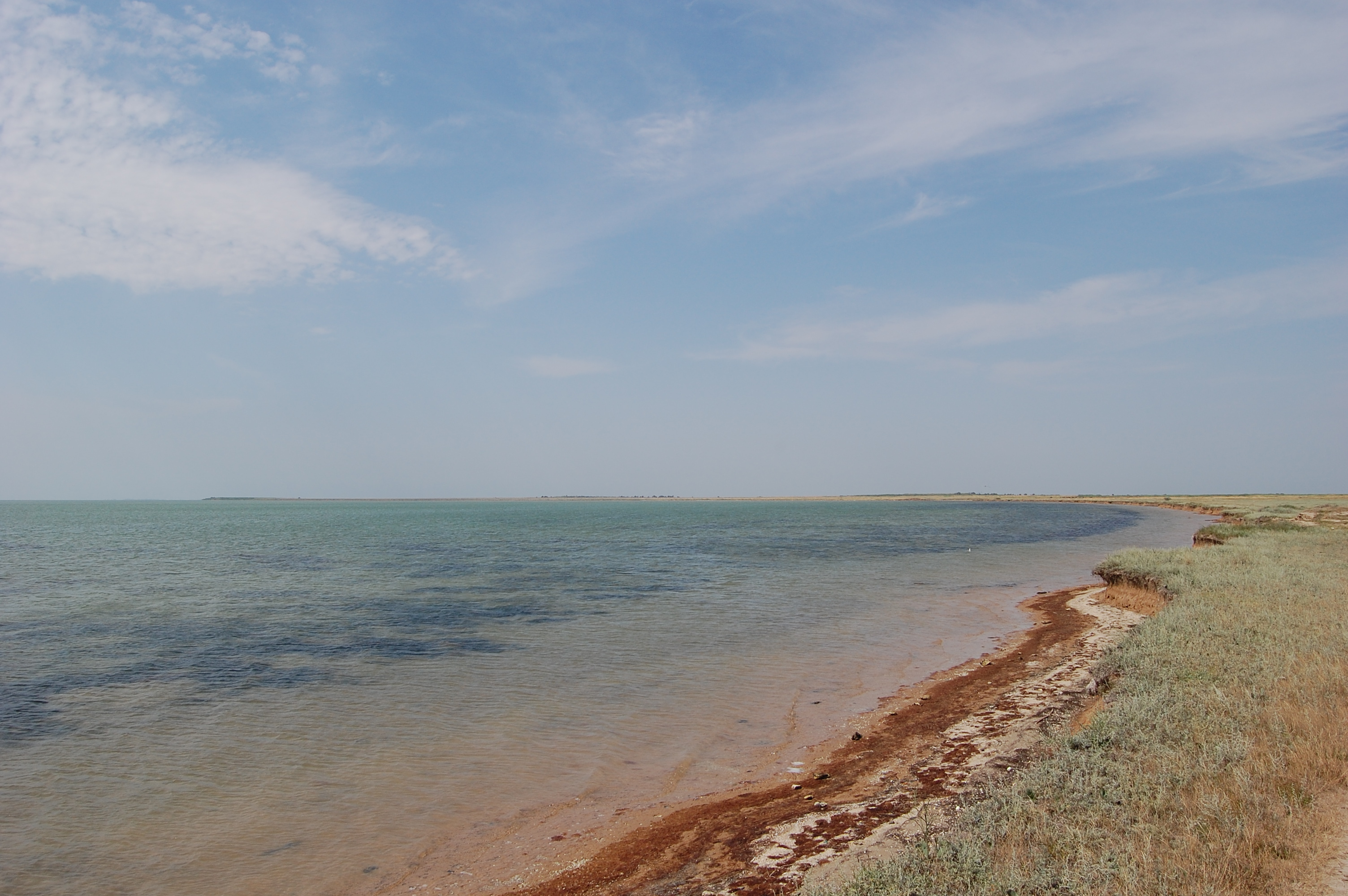